# Lactobacillus rhamnosus
Lactobacillus rhamnosus és un bacteri que originalment va ser considerat com una subespècie de L. casei, però recerques genètiques posteriors van permetre considerar-lo com una espècie separada. Algunes soques de L. rhamnosus s'usen com a probiòtics. Aquesta espècie és a vegades utilitzada en la fabricació de productes làctics com la llet fermentada. S'han realitzat estudis sobre els seus efectes in vivo. Normalment és considerat com un microorganisme beneficiós, encara que s'ha descobert que L. rhamnosus pot ser patogen en circumstàncies rares, principalment en situacions de sistema immunitari afeblit o en la mainada.

## Lactobacillus rhamnosus GG
Lactobacillus rhamnosus GG és una soca de L. rhamnosus que va ser aïllada en 1983 del tracte intestinal d'un ésser humà sa. Patentat el 17 d'abril de 1985, per Sherwood Gorbach i Barry Goldin el 'GG' del nom deriva de les inicials dels seus cognoms.
La patent es refereix a una soca de "L. acidophilus GG" amb el número 53103 en la American Type Culture Collection (ATCC). Més tard va ser reclassificada com una soca de L. rhamnosus. La patent diu que el cep L. rhamnosus GG (ATCC 53103) és estable en àcid i bilis, té una avidesa gran per a les cèl·lules mucoses de l'intestí humà, i produeix àcid làctic. Des del descobriment de la soca L. rhamnosus GG (ATCC 53103), s'han estudiat extensament els seus beneficis per a la salut i actualment és el bacteri probiòtic més estudiat del món amb més de 800 estudis científics.
La seqüència de genoma de Lactobacillus rhamnosus GG (ATCC 53103) ha estat resolta.

### Recerques mèdiques i ús
Com que Lactobacillus rhamnosus GG (ATCC 53103) pot sobreviure en les condicions àcides i la presència de bilis en l'estómac i l'intestí, colonitza el tracte digestiu i equilibra la microbiota intestinal. Alguns estudis suggereixen que Lactobacillus rhamnosus pot ser un habitant transitori del tracte gastrointestinal, i no autòcton.
De totes maneres, és considerat un probiòtic útil pel tractament de diverses malalties. Tot i així, la majoria dels mecanismes moleculars no són coneguts.